# Metademius penicillatus
Metademius penicillatus là một loài bọ cánh cứng trong họ Cleridae. Loài này được Schenkling miêu tả khoa học năm 1899.